# 1655년
1655년은 금요일로 시작하는 평년이다.

## 연호
- 남명(南明) 영력(永曆) 9년
- 청(淸) 순치(順治) 12년
- 일본(日本) 조오(承応) 4년 / 메이레키(明暦) 원년
- 후 레 왕조(後黎朝) 틴득(盛德) 3년
- 막 왕조(莫朝) 투언득(順德) 18년

## 기년
- 남명(南明) 소종 영력제(昭宗 永曆帝) 9년
- 류큐(琉球) 쇼시쓰왕(尚質王) 8년
- 청(淸) 세조 순치제(世祖 順治帝) 12년
- 조선(朝鮮) 효종(孝宗) 6년
- 후 레 왕조(後黎朝) 신종(神宗) 복위 7년

## 사건
- 3월 25일 - 크리스티안 하위헌스에 의해 토성의 위성 타이탄 발견.
- 4월 7일 - 교황 알렉산데르 7세, 237대 로마 교황 취임.
- 조형이 이끄는 조선 통신사가 일본을 방문.

## 탄생
- 4월 8일 - 신성로마제국의 사령관 루트비히 빌헬름 폰 바덴바덴 변경백. (~1707년)
- 5월 4일 - 이탈리아의 악기제조자이자 피아노의 발명가 바르톨로메오 크리스토포리. (~1731년)
- 5월 13일 - 제244대 로마의 교황 교황 인노첸시오 13세. (~1724년)

## 사망
- 1월 7일 - 제236대 로마의 교황 교황 인노첸시오 10세. (1574년~)